# Вецелу
Вецелу (рум. Vețelu) — село у повіті Вилча в Румунії. Входить до складу комуни Копечень.
Село розташоване на відстані 177 км на захід від Бухареста, 34 км на південний захід від Римніку-Вилчі, 73 км на північ від Крайови, 148 км на південний захід від Брашова.

## Населення
За даними перепису населення 2002 року у селі проживали 686 осіб, з них 684 особи (99,7%) румунів. Рідною мовою 685 осіб (99,9%) назвали румунську.